# Gossypianthus
Gossypianthus är ett släkte av amarantväxter. Gossypianthus ingår i familjen amarantväxter.
Kladogram enligt Catalogue of Life:
| Gossypianthus | \| \| Gossypianthus australis \| \| \| \| \| \| Gossypianthus decipiens \| \| \| \| |
|               | \| \| Gossypianthus australis \| \| \| \| \| \| Gossypianthus decipiens \| \| \| \| |
|               | Gossypianthus australis                                                             |
|               |                                                                                     |
|               | Gossypianthus decipiens                                                             |
|               |                                                                                     |